# Clematis polygama
Clematis polygama är en ranunkelväxtart som beskrevs av Nikolaus Joseph von Jacquin. Clematis polygama ingår i släktet klematisar, och familjen ranunkelväxter. Inga underarter finns listade i Catalogue of Life.